# Relaciones Japón-Uruguay
Las relaciones Japón-Uruguay son las relaciones exteriores entre Japón y la República Oriental del Uruguay. Ambos países son miembros de las Naciones Unidas y de la Organización Mundial del Comercio.

## Historia
Los primeros inmigrantes japoneses en Uruguay llegaron en 1908, y se establecieron principalmente en Montevideo. En 1921, ambas naciones establecieron relaciones diplomáticas. Durante la Segunda Guerra Mundial, Uruguay rompió las relaciones con Japón, y le declaró la guerra en 1945. En 1952, las relaciones diplomáticas fueron reestablecidas.
En 1989, Julio María Sanguinetti fue el primer presidente uruguayo en realizar una visita oficial a Japón. Nueve años después, durante su segunda presidencia, realizó una nueva visita oficial, que coincidió con el quinto Simposio sobre América Latina y el Caribe celebrado bajo el auspicio conjunto del Banco Interamericano de Desarrollo y el Banco de Exportación e Importación del Japón.
En 2001, el presidente uruguayo Jorge Batlle realizó una visita oficial a Japón. Dos años más tarde, la Princesa Sayako viajó a Uruguay para inaugurar el Jardín Japonés de Montevideo. En septiembre de 2008, la Princesa Takamado visitó Uruguay para celebrar el centenario de la emigración japonesa a Uruguay. El presidente uruguayo Tabaré Vázquez haría visitas oficiales a Japón en 2009 y en 2015.

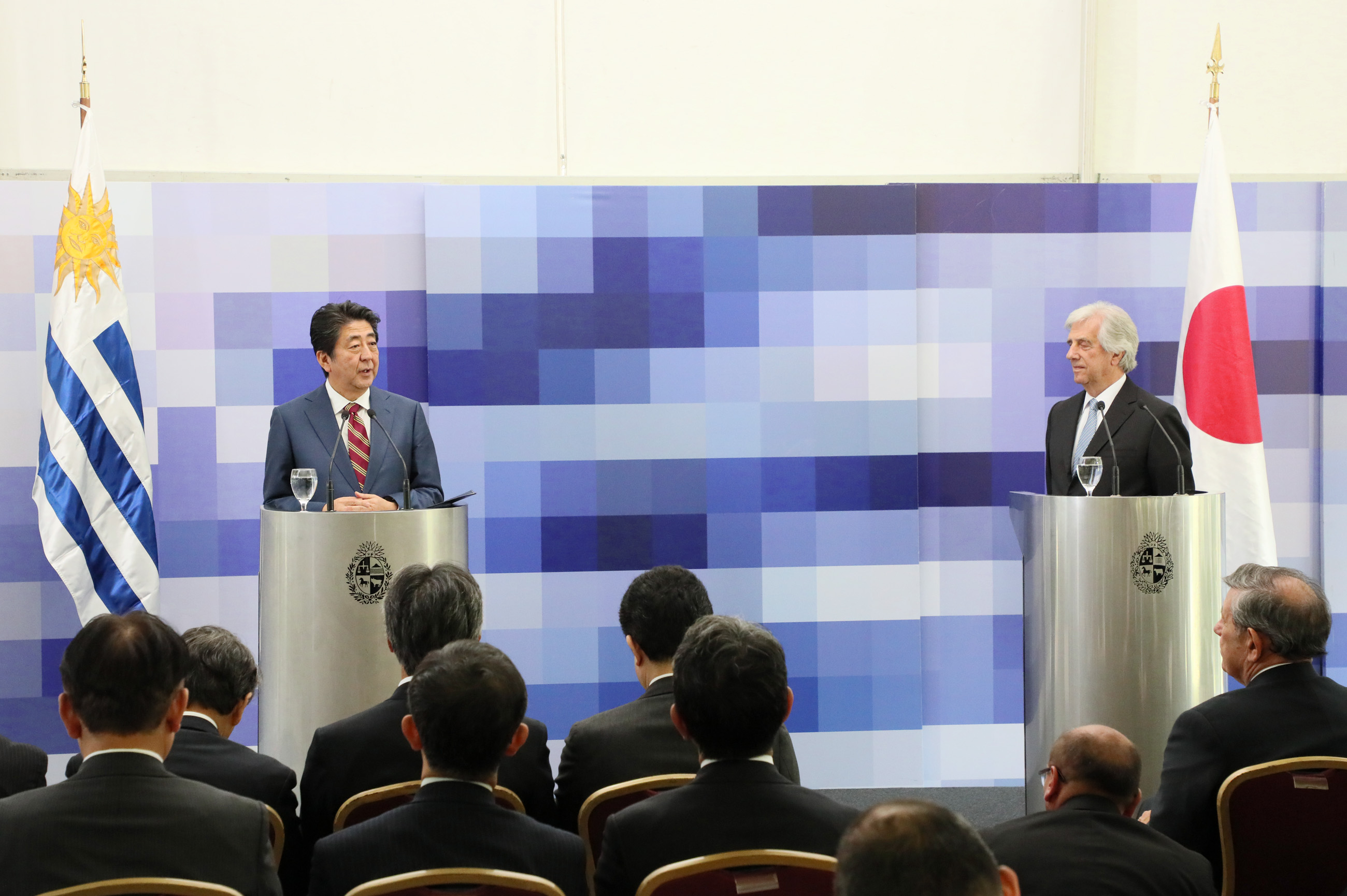
Shinzō Abe en una conferencia de prensa en Montevideo, junto a Tabaré Vázquez (2018)

En diciembre de 2018, el primer ministro japonés Shinzō Abe realizó una visita oficial a Uruguay, la primera de un jefe de gobierno nipón. Mientras estaba en Uruguay, el primer ministro Abe se reunió con el presidente Vázquez y ambos líderes discutieron la relación actual entre ambas naciones y el próximo aniversario centenario de las relaciones diplomáticas entre ambas naciones en 2021.

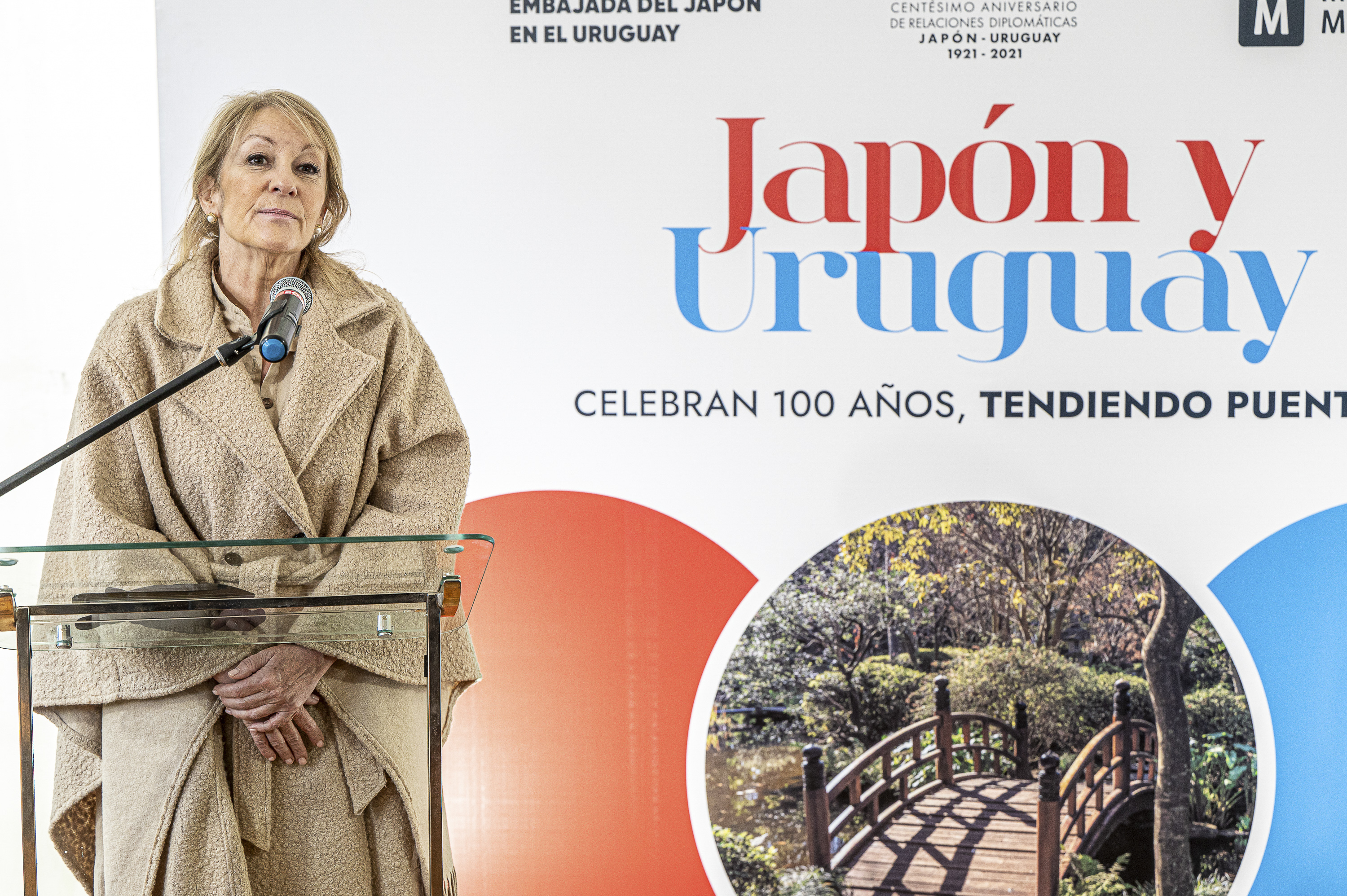
La intendenta de Montevideo, Carolina Cosse en el acto de homenaje al centenario del vínculo entre Uruguay y Japón (2021)

El 6 de enero de 2021, el ministro de Asuntos Exteriores de Japón, Toshimitsu Motegi realizó una visita a Uruguay con motivo del centenario del establecimiento de relaciones entre ambas naciones. Durante su estancia en el país, mantuvo reuniones con su homólogo Francisco Bustillo y con el presidente Luis Lacalle Pou. En esta instancia, ambas naciones firmaron un acuerdo referido a la asistencia mutua y cooperación aduanera.
A finales de octubre de 2022, el presidente uruguayo Luis Lacalle Pou realizó una visita oficial de trabajo a Japón, junto a los ministros de Relaciones Exteriores, Economía, y Ganadería, Francisco Bustillo, Azucena Arbeleche y Fernando Mattos, respectivamente. Durante su estadía en Japón, Lacalle Pou se reunió con el emperador Naruhito y con el primer ministro Fumio Kishida, y participó de un foro de negocios organizado por la Japan External Trade Organization.

## Visitas de alto nivel
Visitas de alto nivel de Japón a Uruguay
- Princesa Sayako Nori (2003)[17]
- Princesa Hisako de Takamado (2008)[18]
- Primer ministro Shinzō Abe (2018)[19]
- Ministro de Asuntos Exteriores Toshimitsu Motegi (2021)[20]
- Ministro de Estado para los Asuntos Exteriores Shunsuke Takei (2023)[21]

Visitas de alto nivel de Uruguay a Japón
- Presidente Julio María Sanguinetti (1989)[22]
- Presidente Julio María Sanguinetti (1998)[7]
- Presidente Jorge Batlle (2001)[23]
- Presidente Tabaré Vázquez (2009)[24]
- Presidente Tabaré Vázquez (2015)[25]
- Presidente Luis Lacalle Pou (2022)[26]

## Relaciones bilaterales
Ambas naciones han firmado algunos acuerdos bilaterales, como un Acuerdo para la Liberalización, Promoción y Protección de Inversiones (2015) un Acuerdo para eliminar la doble Imposición en materia de impuestos sobre la renta y prevenir la evasión y elusión fiscal (2019), y un Acuerdo de Asistencia Mutua y Cooperación en Materia Aduanera (2021).

## Misiones diplomáticas residentes
- Japón tiene una embajada en Montevideo.[30]
- Uruguay tiene una embajada en Tokio.

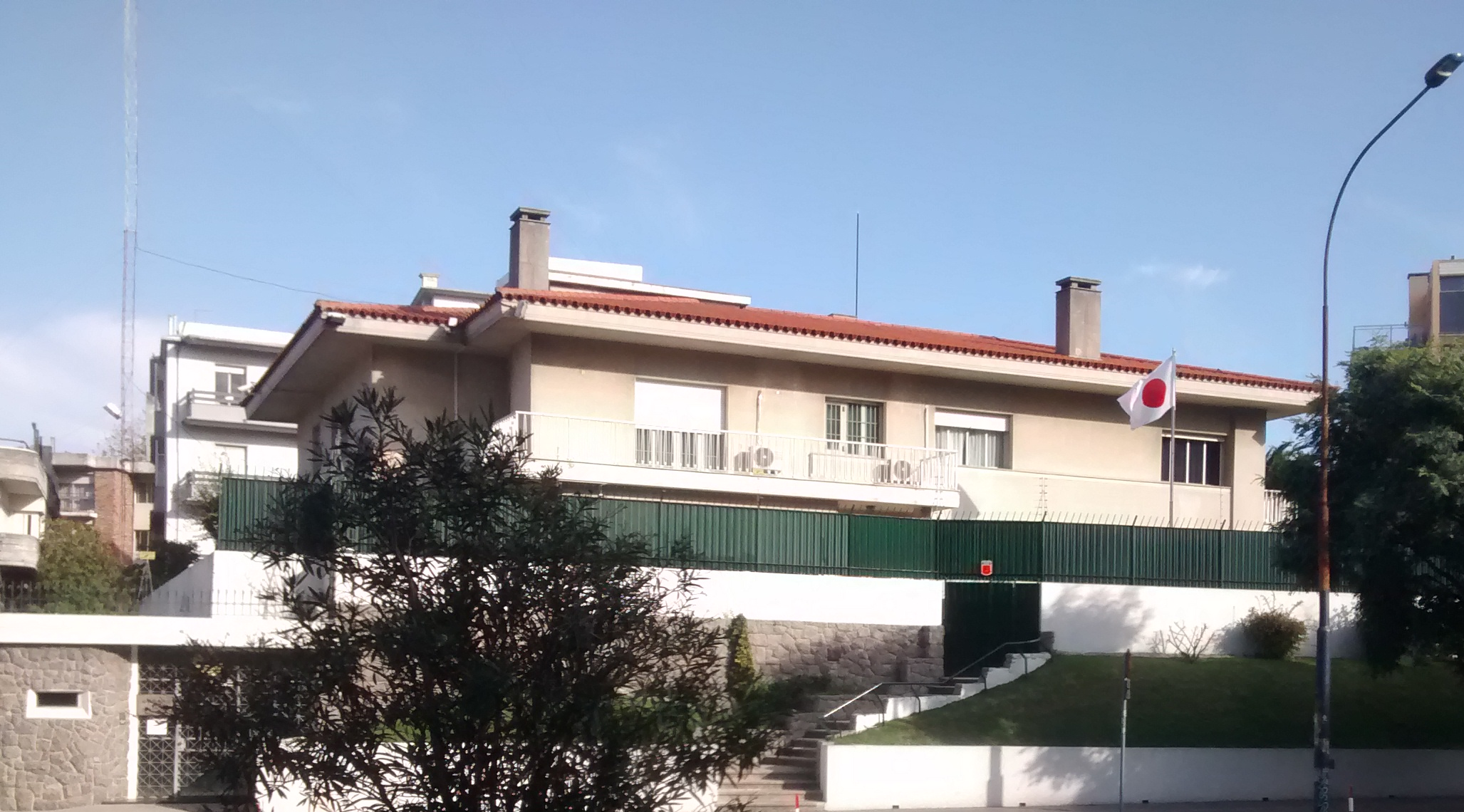
Embajada de Japón en Montevideo
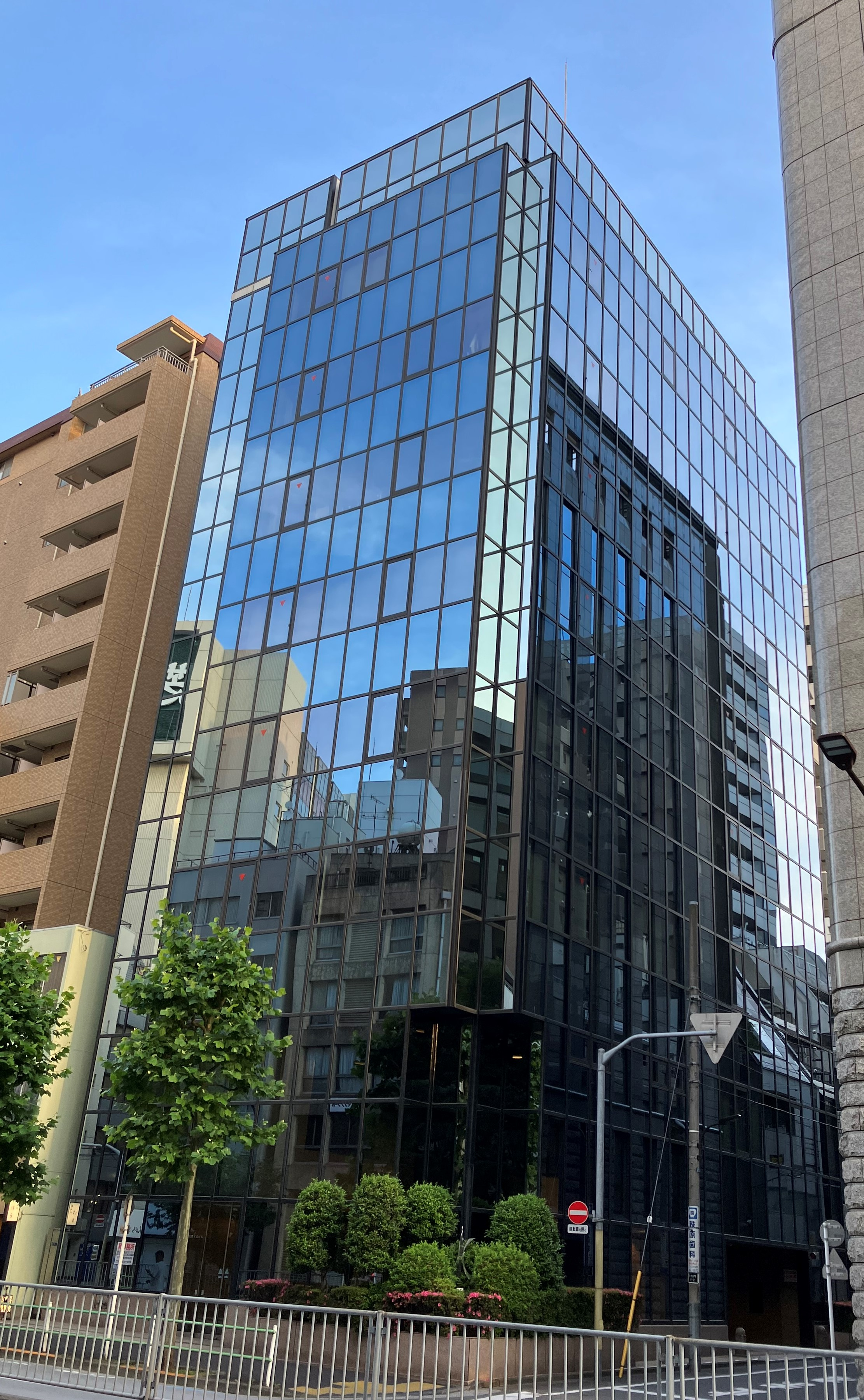
Embajada del Uruguay en Tokio